# Palais de Zeïnalabdine Taguiev

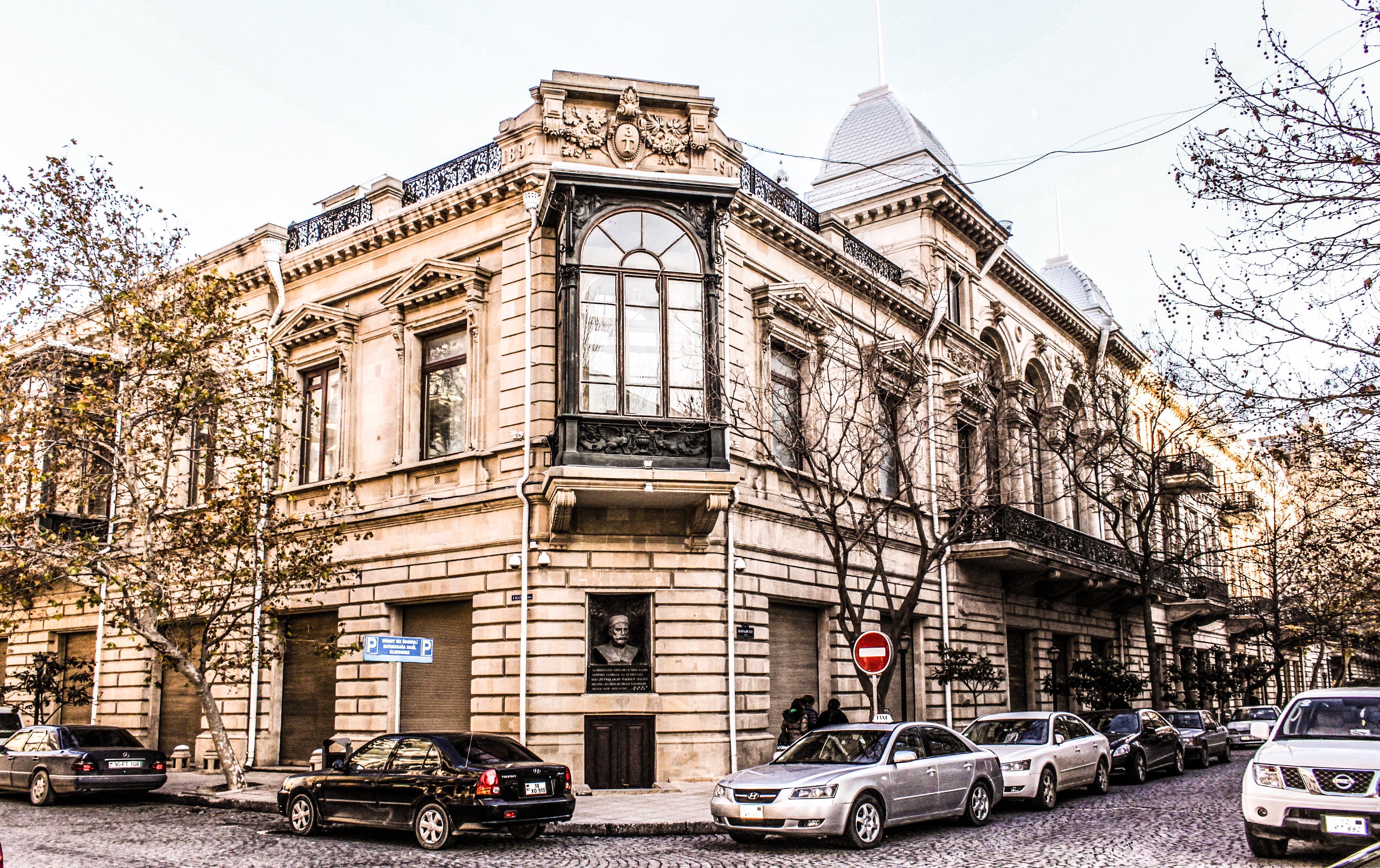
Le palais de Zeïnalabdine Taguiev

Le palais de Zeïnalabdine Taguiev, qui appartenait auparavant au milliardaire de Bakou, Zeïnalabdine Taguiev, abrite désormais le musée national d'histoire de l'Azerbaïdjan. Le bâtiment a été construit en 1893–1902 par l'ingénieur civil Józef Gosławski. Le palais était le cadeau de Taghiyev pour son épouse Sona Khanim. Le bâtiment couvre un quartier entier dans la partie centrale de la ville et possède une ancienne structure de planification. La façade principale symétrique a été construite dans les formes de la Renaissance italienne. Lors de la construction du palais, Goslawski a utilisé l'ordre classique, mais certains éléments de la composition et des intérieurs des salles ont été inspirés par les traditions architecturales azerbaïdjanaises. Différents styles architecturaux ont été utilisés lors de la construction du palais. 

## Histoire

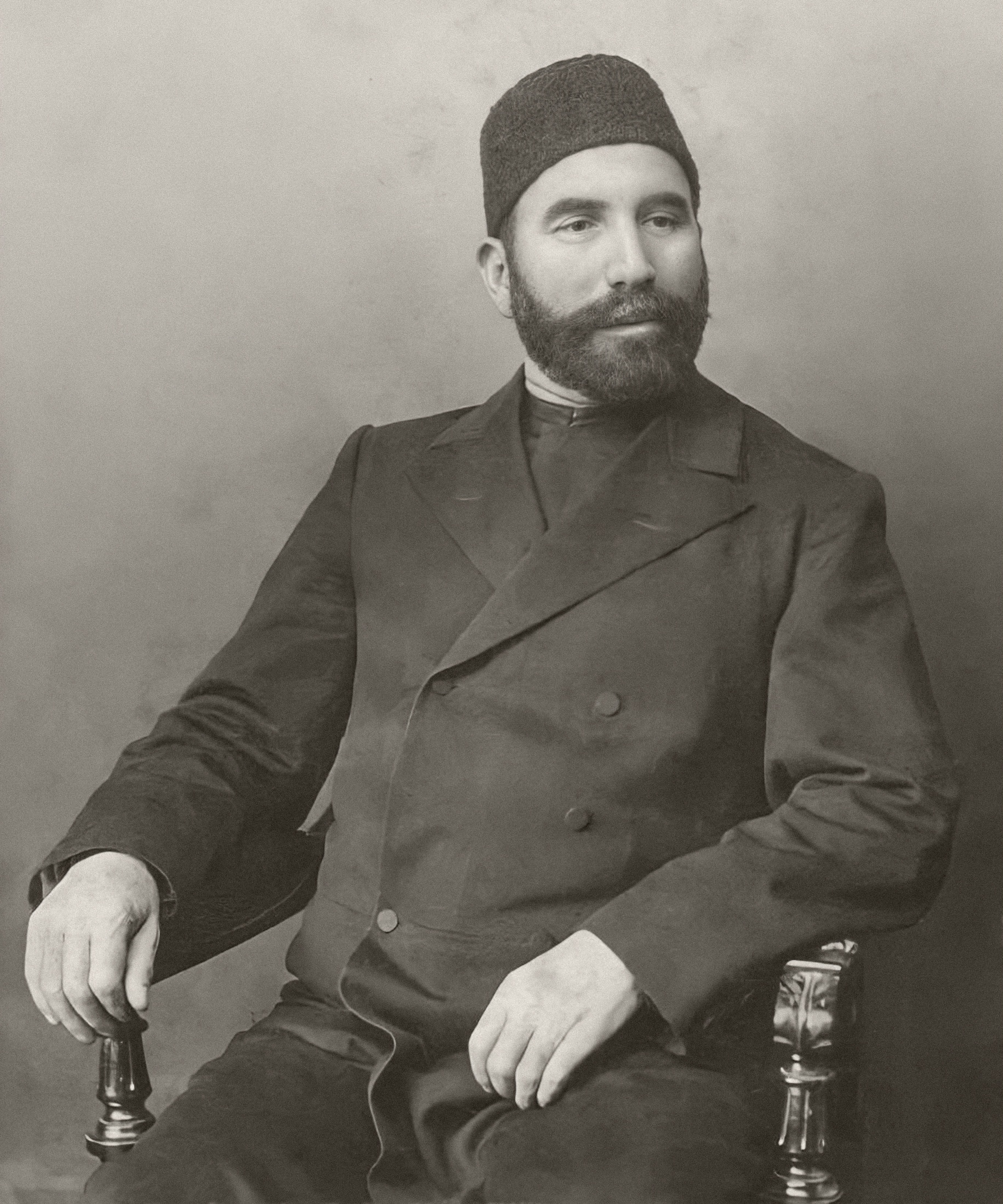
Hadji Zeïnalabdine Taguiev

H.Z. Taghiyev était le client des travaux d'architecture de Goslawski. Des exemples de ces œuvres sont le palais de Taguiev, l'école de filles musulmanes, la villa de Taghiyev à Mardakan, le bâtiment de l'usine textile de Taguiev, fabriqué dans le Caucase. Goslawski a également participé à la conception d'une maison d'habitation construite au coin de la rue Zarifa Aliyeva (ancienne rue Mercuryev), où fut construit le théâtre H.Z.Taghiyev. Ainsi, selon l'échelle de Bakou, un petit complexe constitué des œuvres de l'architecte est apparu dans l'une des zones centrales. 
Les travaux de construction ont commencé en 1895 dans les rues de Gorkovskaya et Mercuryevskaya. Cela a été supposé d'après les mots inscrits sur la façade du bâtiment. Selon certaines sources, après l'achèvement de la première partie du bâtiment, cette partie aurait été confiée à la banque Volzhko-Kamsky (Volzhsko-Kamsky). Les matériaux de construction utilisés pour le bâtiment, ainsi que l'équipement, le mobilier, les lustres et les intérieurs ont été importés de Russie et d'Europe occidentale. Des artisans et des artistes étrangers ont également été invités. Il a été signalé que 270 personnes étaient employées comme ingénieurs, architectes, charpentiers et autres maîtres lors de la construction du palais de Taguiev.

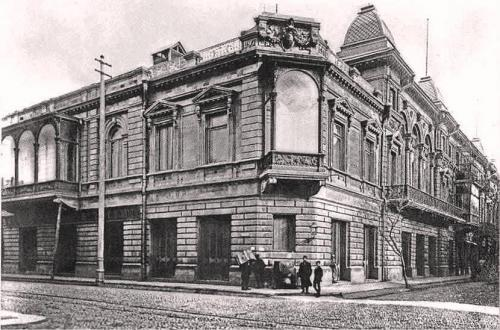
Le palais de Taguiev en 1950

Tous les équipements à l'intérieur du palais ont été importés de Russie, de France, d'Amérique et d'Allemagne. Des systèmes de chauffage et de refroidissement ont été installés dans la maison. 40 000 roubles d'or ont été élaborés par les maîtres sur les modèles de plafond. Les piliers du palais étaient décorés de diamants et de bouteilles de miroirs colorés. Le sol était recouvert de planches de bouleau naturel de Russie. Des meubles d'Amérique, des tableaux et des rideaux ont été apportés d'Allemagne. Seuls 1,2 million de roubles ont été dépensés pour la construction du bâtiment (sans les importations de mobilier et de matériel en provenance de l'étranger).

Depuis 1914, la Banque du Trésor de Bakou, dirigée par H.Z. Taguiev, se trouvait également dans le palais. En avril 1920, les bolcheviks, qui avaient pris le pouvoir en Azerbaïdjan, confisquèrent le palais Taguiev et une partie du musée d'histoire de l'État avait commencé à fonctionner. En 1941-1954, le Musée de l'histoire a été transféré au palais des Chirvanchahs. En 1954, le deuxième étage de l'édifice a été restitué au musée d'histoire. Au premier étage, les archives des documents techniques et médicaux ont été placées. Tous les biens de Taguiev ont été cédés au musée d'histoire azerbaïdjanais en 2000 seulement. Le palais de Taghiyev a été reconstruit plusieurs fois.

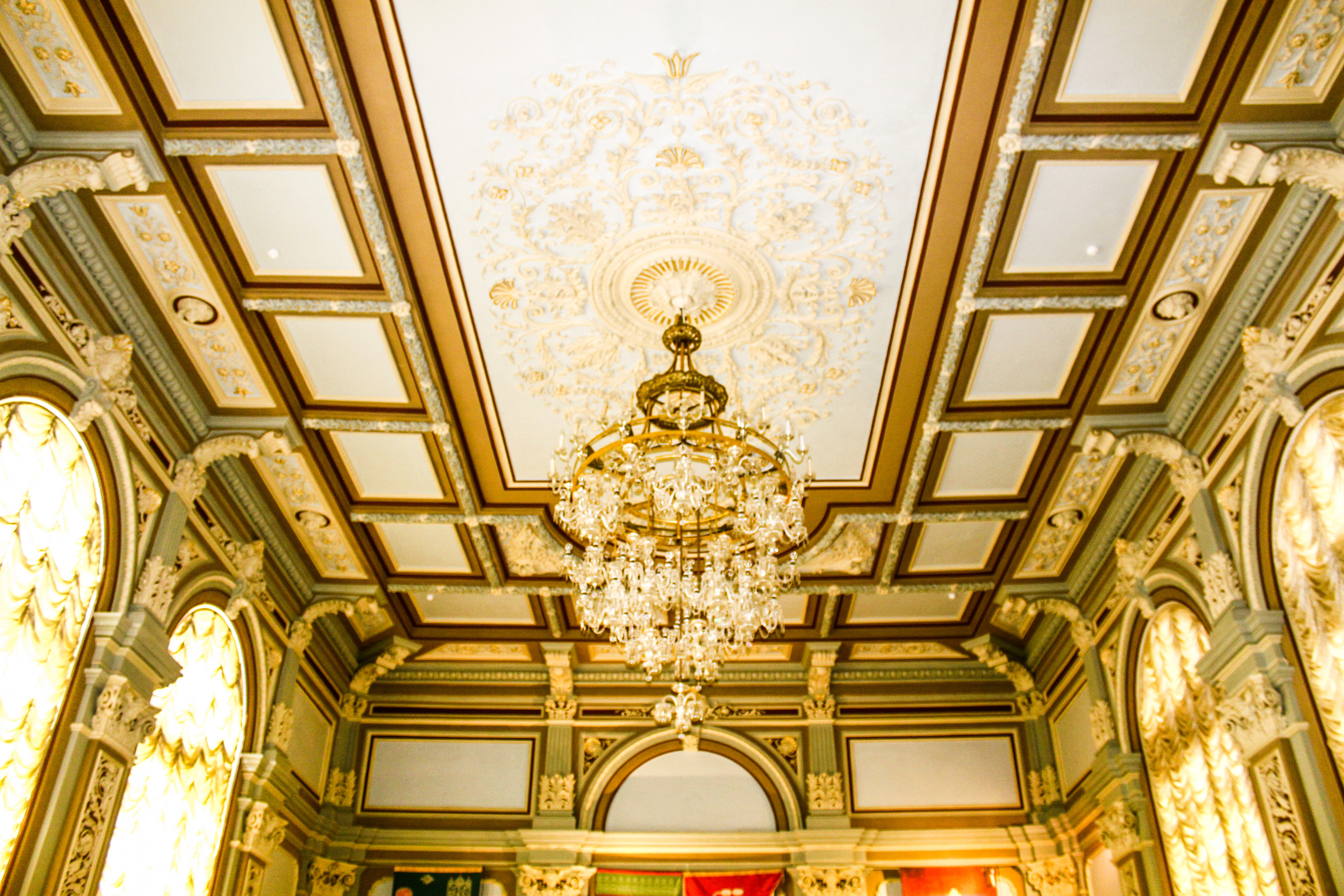
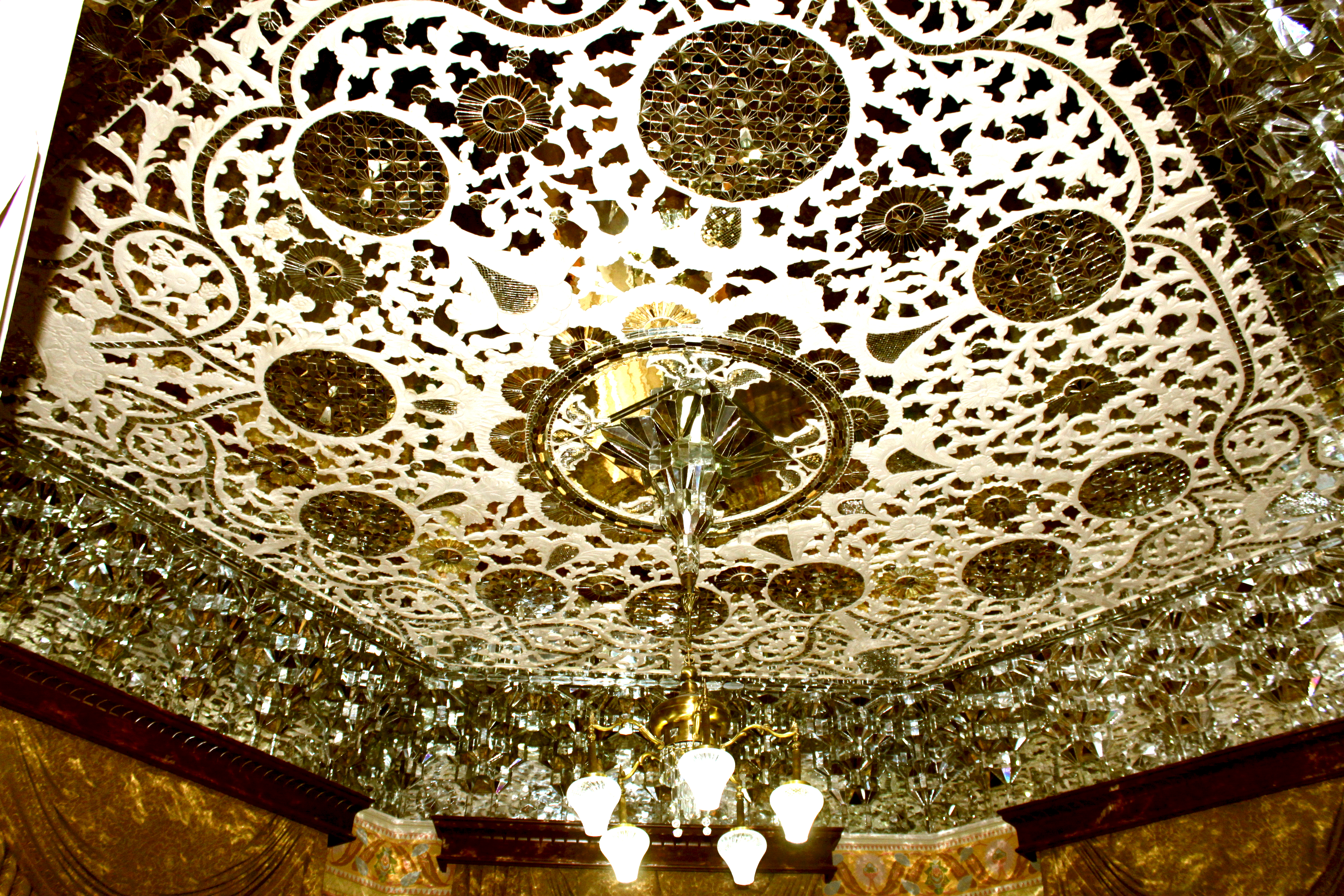
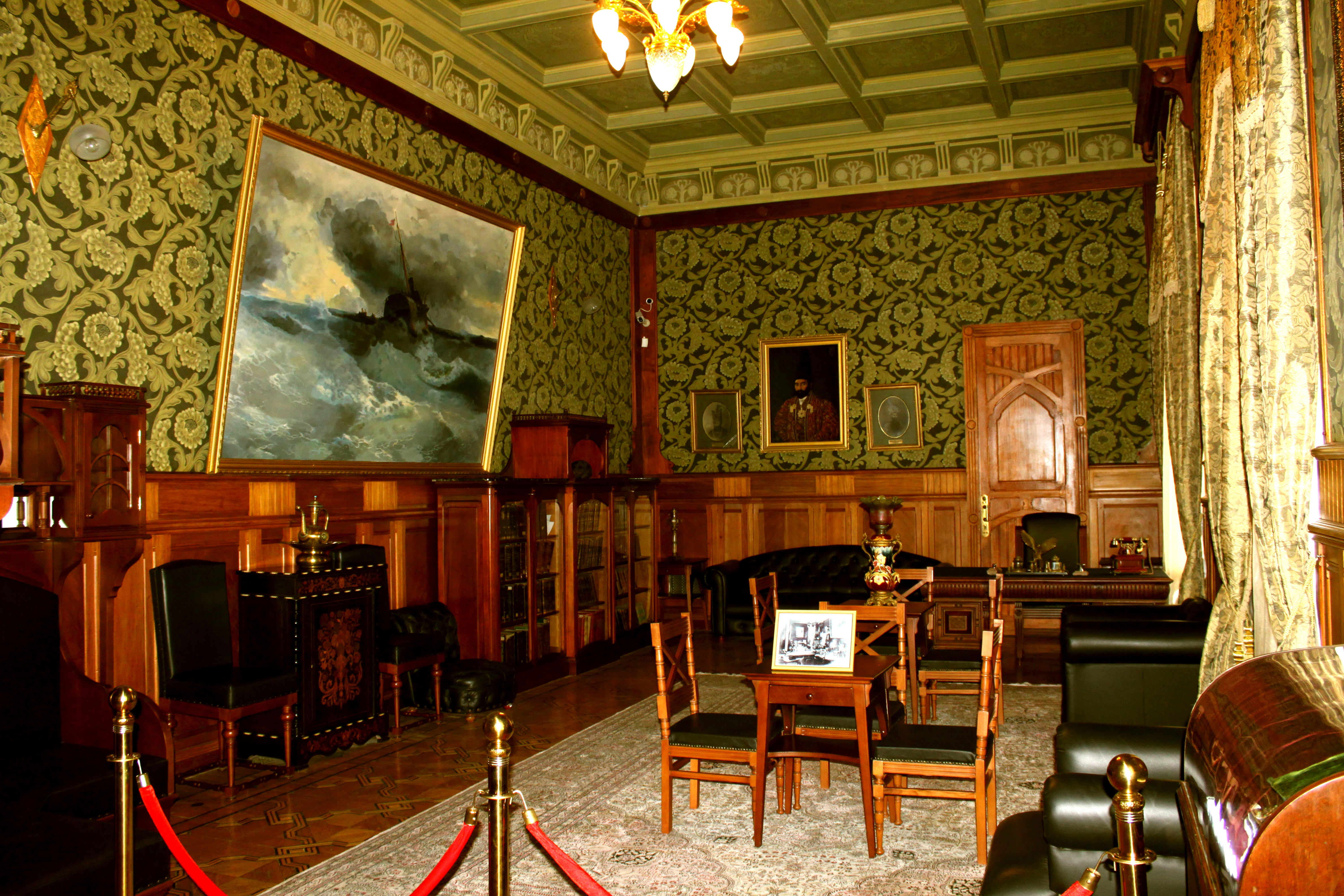
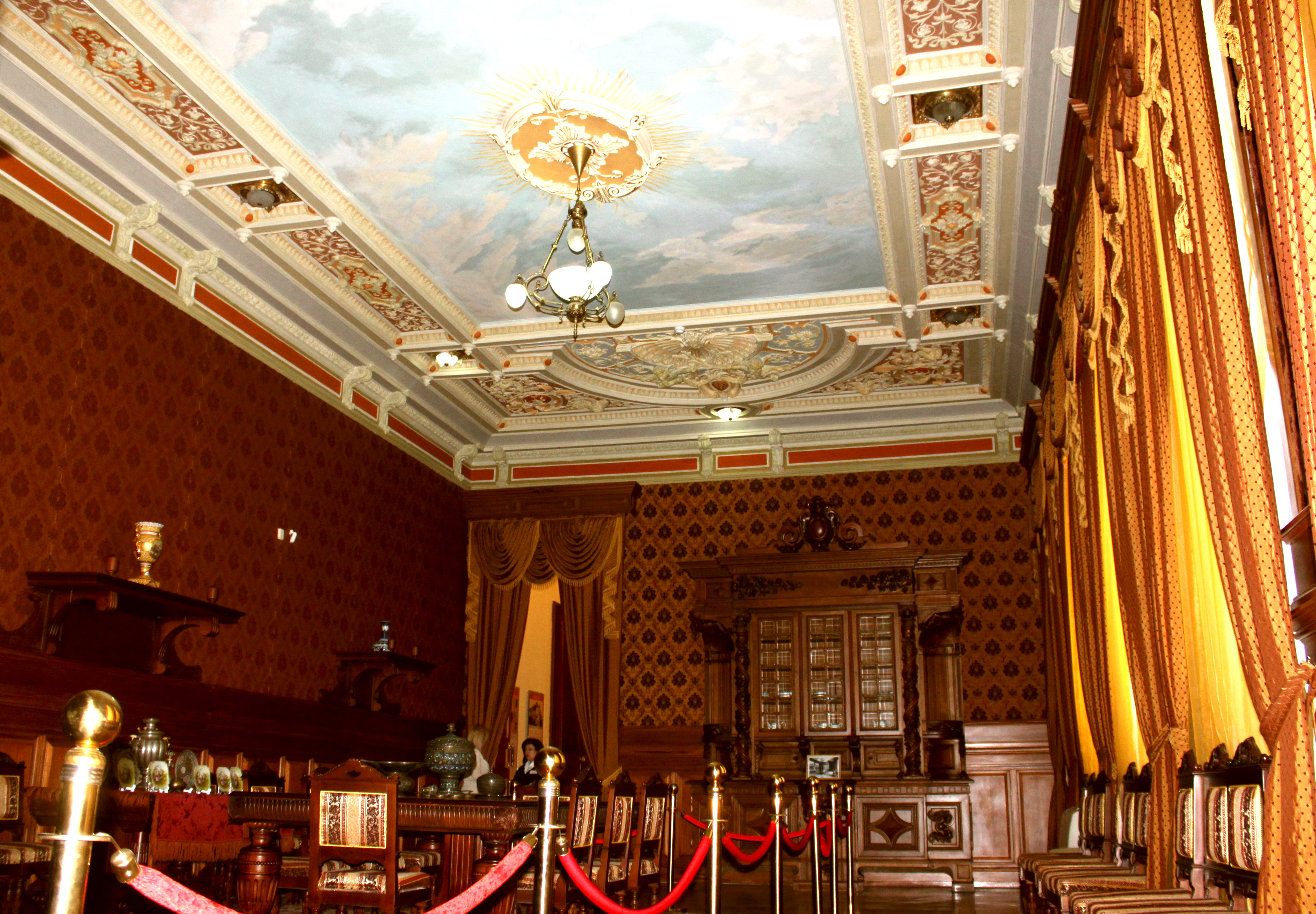
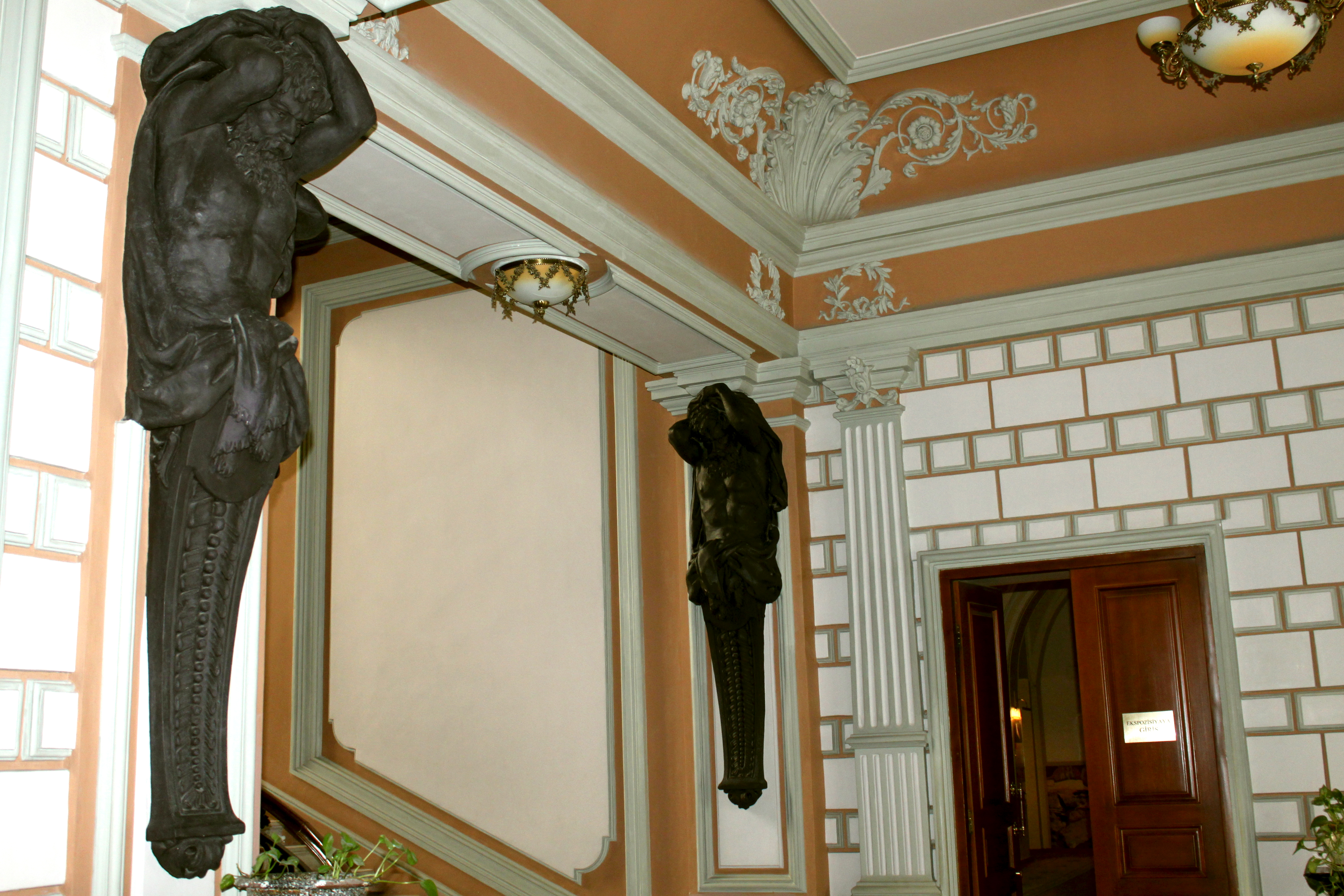
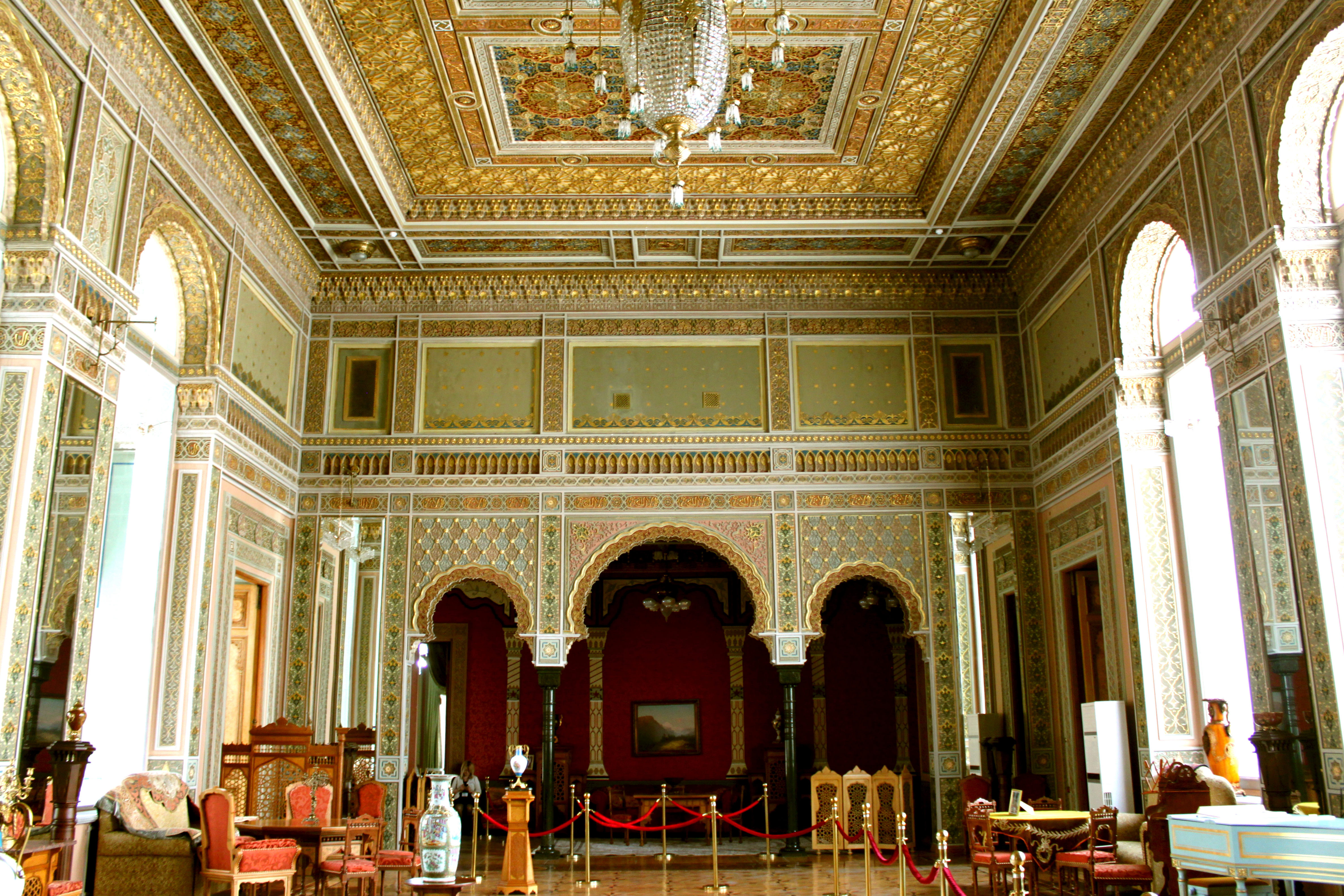
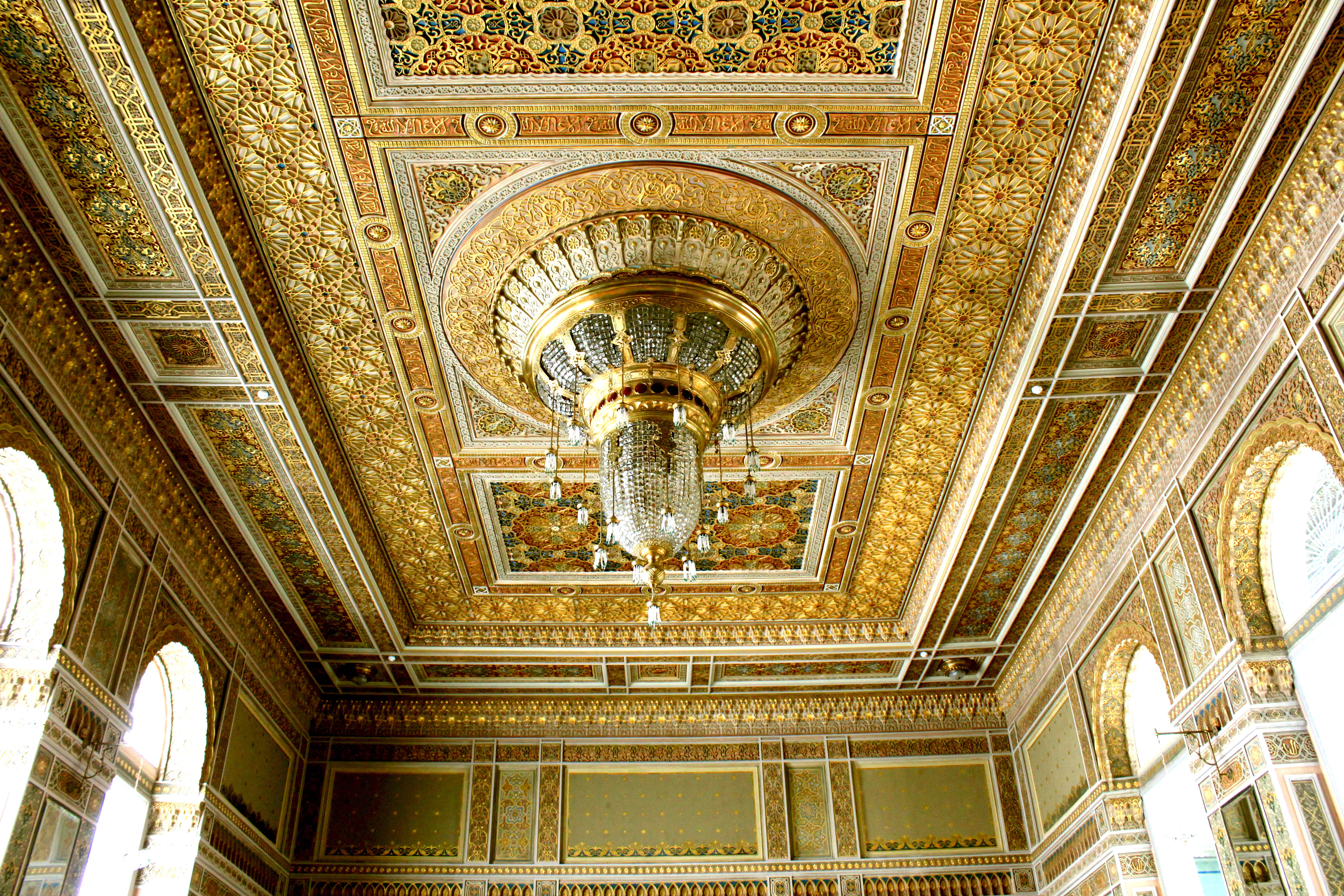
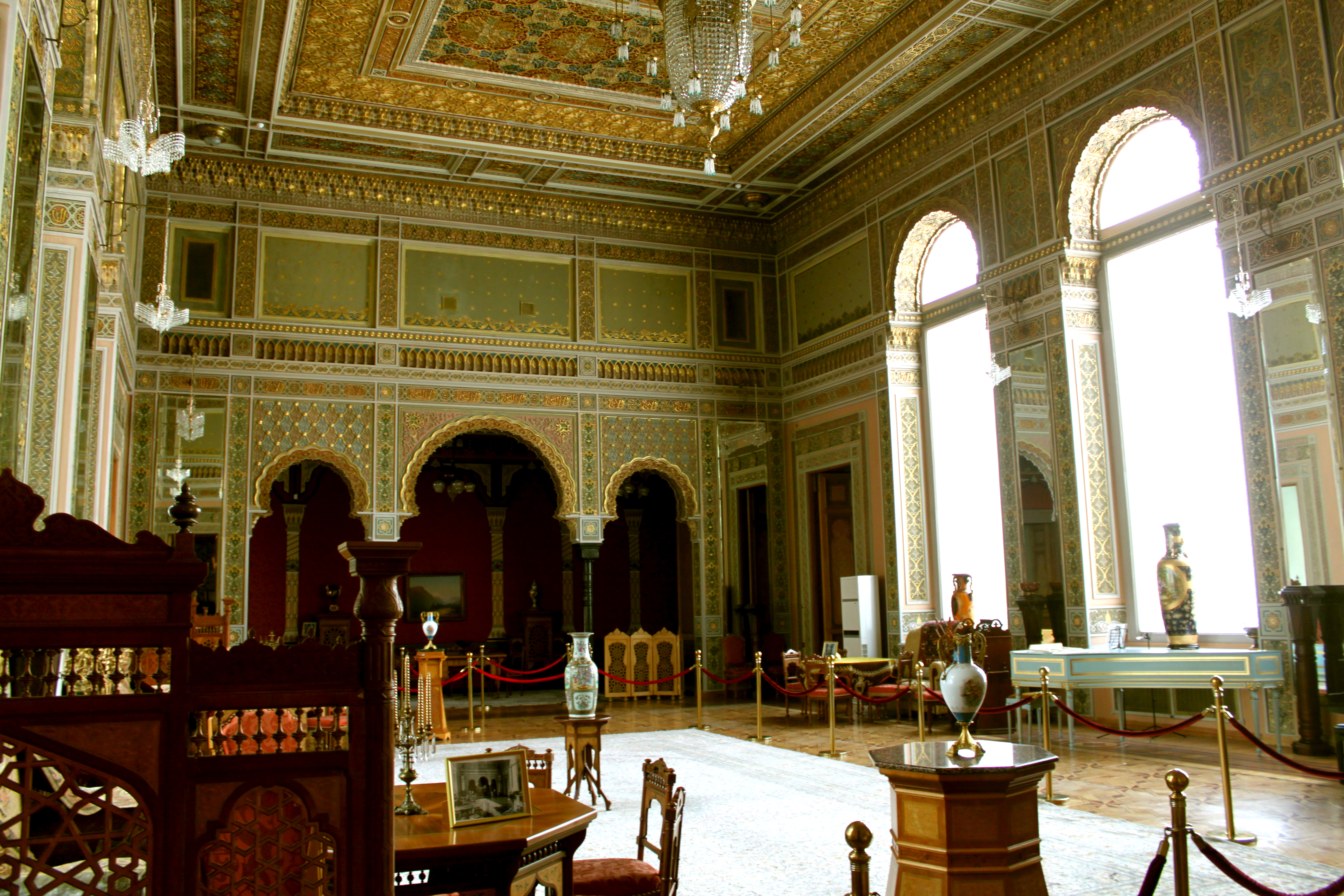
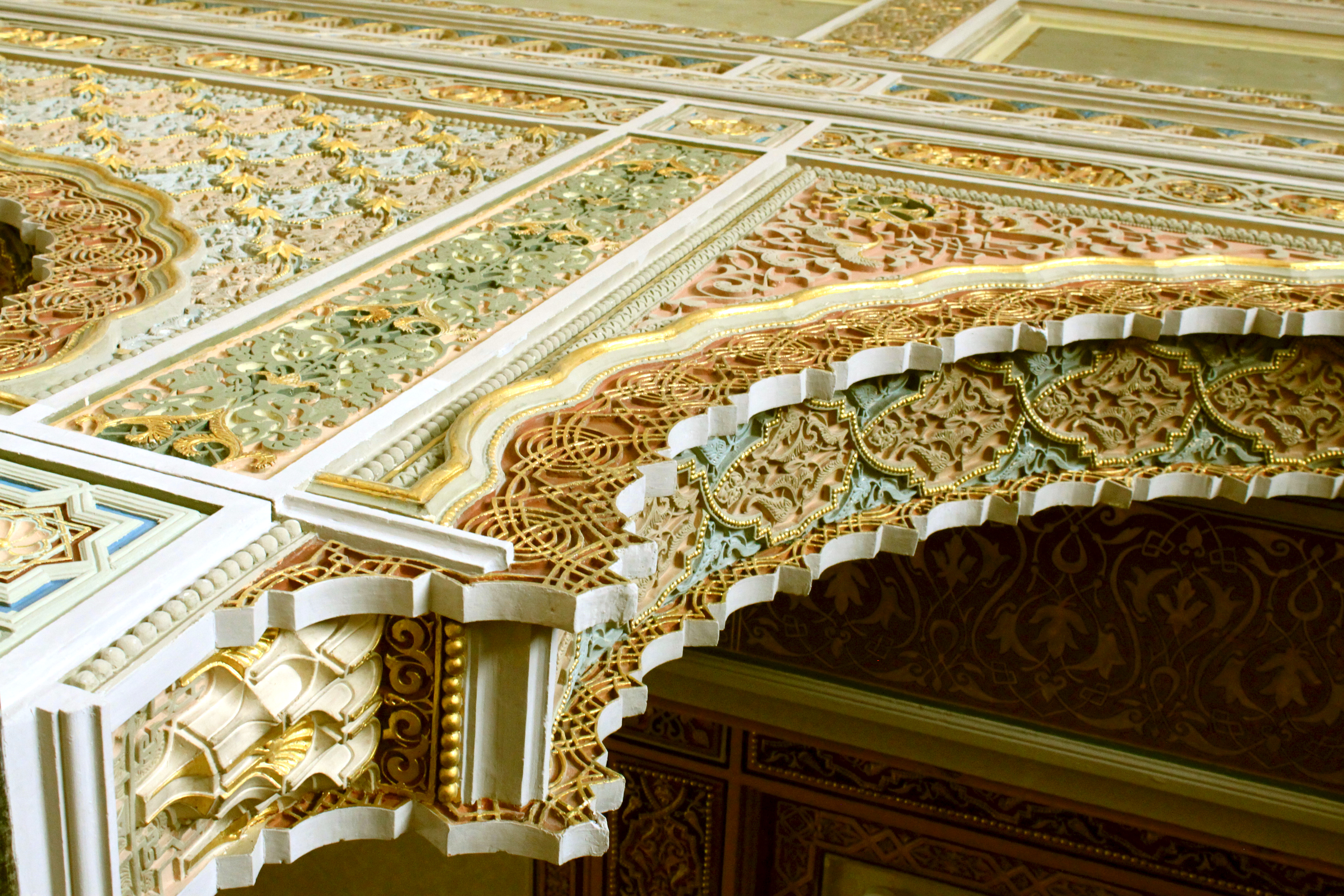
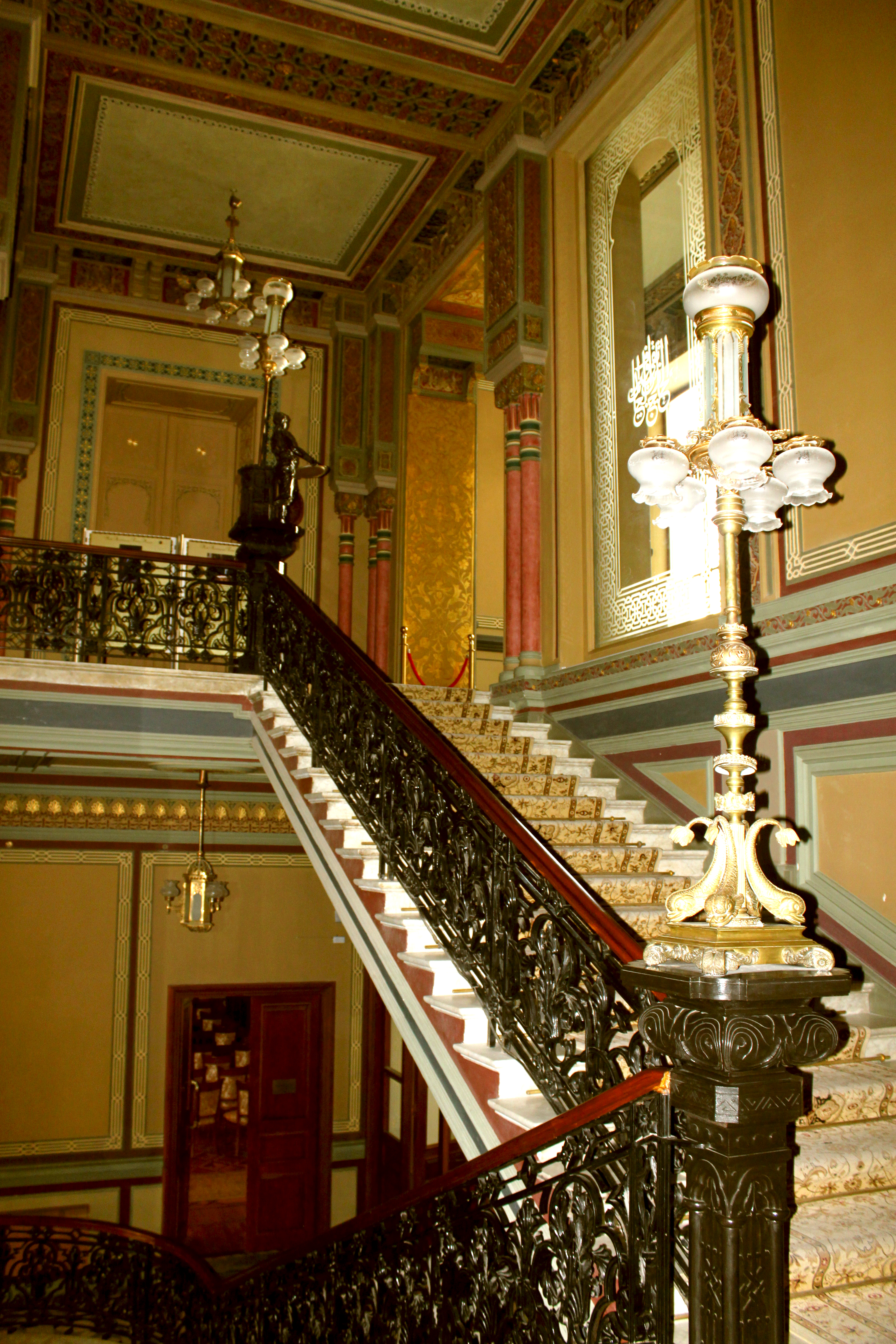
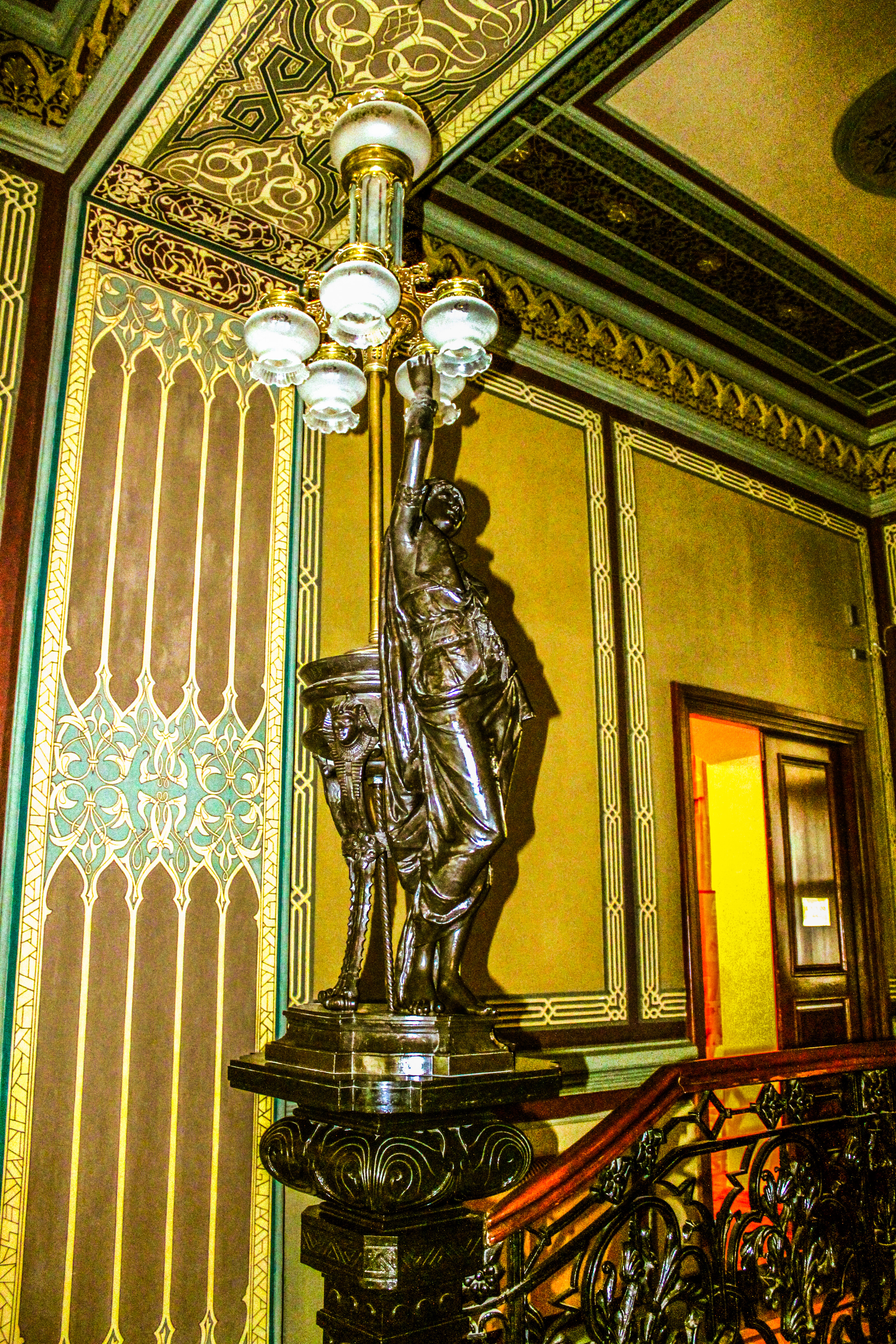
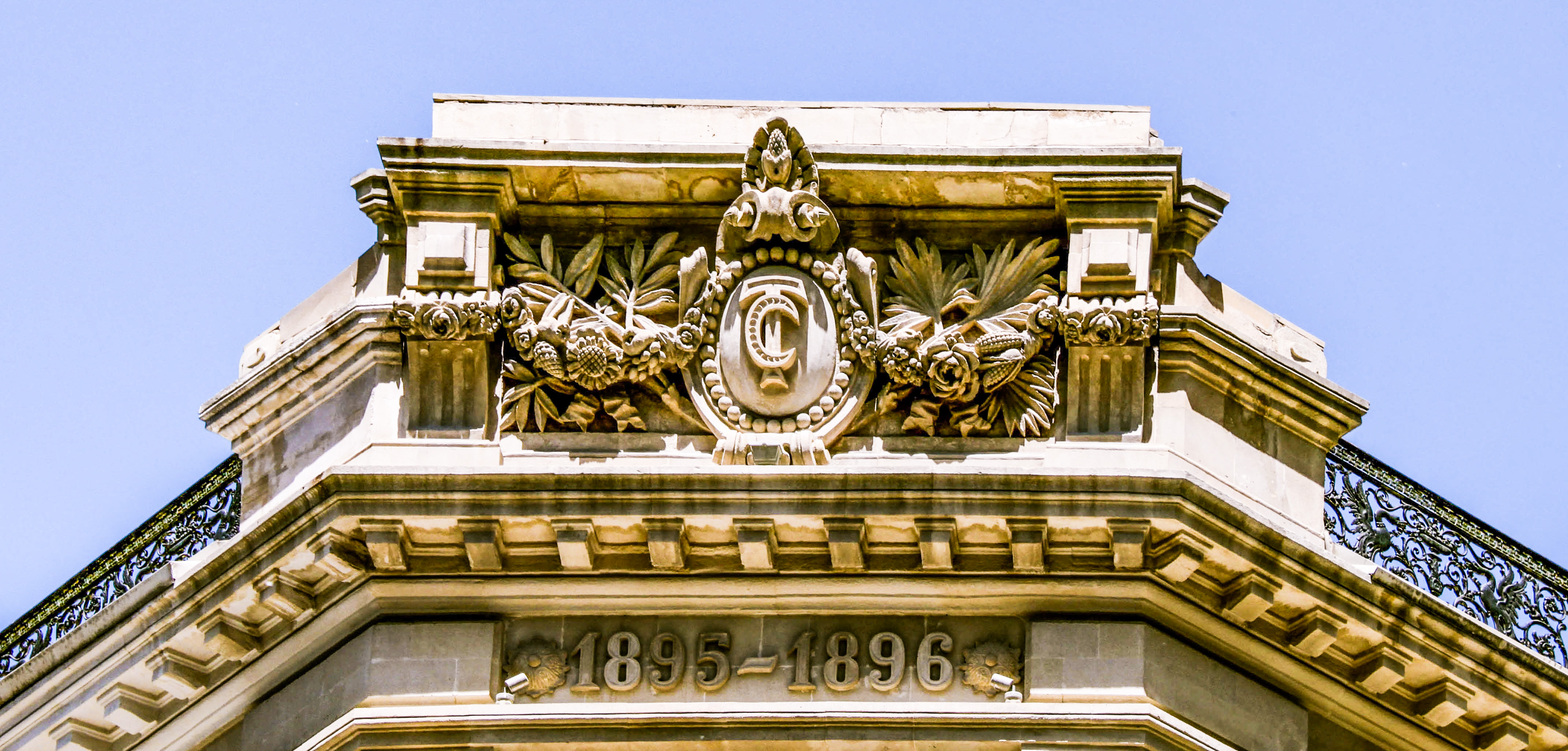